# Дымово (Могилёвская область)
Дымово (бел. Дымава) — деревня в Александрийском сельсовете Шкловского района Могилёвской области Белоруссии.
Деревня расположена на высоте 189 м над уровнем моря, на севере Могилёвской области.

## История
В 1661 году упоминается как деревня в Оршанском повете ВКЛ.
Решением Шкловского райсовета 24 декабря 2010 года площадь территории относящейся к Дымово была увеличена на четверть гектара, путём включения участка крестьянского (фермерского) хозяйства Суворово, расположенного в 300 метрах юго-восточнее от прежней территории деревни Дымово.

## Достопримечательности
- Руины усадебно-паркового комплекса Турбиных (XIX век)[4].